# Порите-Яблонь
Порите-Яблонь (пол. Poryte-Jabłoń) — село в Польщі, у гміні Замбрув Замбровського повіту Підляського воєводства.
Населення — 539 осіб (2011).
У 1975-1998 роках село належало до Ломжинського воєводства.

## Демографія
Демографічна структура станом на 31 березня 2011 року:
|          | Загалом | Допрацездатний вік | Працездатний вік | Постпрацездатний вік |
| -------- | ------- | ------------------ | ---------------- | -------------------- |
| Чоловіки | 278     | 67                 | 179              | 32                   |
| Жінки    | 261     | 55                 | 143              | 63                   |
| Разом    | 539     | 122                | 322              | 95                   |